# Liste der Kreisstraßen im Landkreis Tirschenreuth
Die Liste der Kreisstraßen im Landkreis Tirschenreuth ist eine Auflistung der Kreisstraßen im bayerischen Landkreis Tirschenreuth mit deren Verlauf.

## Abkürzungen
- BT: Kreisstraße im Landkreis Bayreuth
- NEW: Kreisstraße im Landkreis Neustadt an der Waldnaab
- St: Staatsstraße in Bayern
- TIR: Kreisstraße im Landkreis Tirschenreuth
- WUN: Kreisstraße im Landkreis Wunsiedel im Fichtelgebirge

## Liste
Nicht vorhandene bzw. nicht nachgewiesene Kreisstraßen werden in Kursivdruck gekennzeichnet, ebenso Straßen und Straßenabschnitte, die unabhängig vom Grund (Herabstufung zu einer Gemeindestraße oder Höherstufung) keine Kreisstraßen mehr sind.
Der Straßenverlauf wird in der Regel von Nord nach Süd und von West nach Ost angegeben.
| Nr. TIR | Verlauf |
| ------- | --- |
| TIR 1   | St 2167 in Tirschenreuth – Lohnsitz – Matzersreuth – Gründlbach – Marchaney – Ellenfeld – TIR 26 – Wendern – St 2173 – Ödwaldhausen – TIR 5 in Iglersreuth |
| TIR 2   | St 2170 – Lengenfeld bei Tirschenreuth – Pilmersreuth an der Straße – TIR 7 – Zankelhut – Krähenhaus – TIR 12 – St 2172 in Plößberg                        |
| TIR 3   | TIR 15 – Pleußen – Steinmühle – Neumühle – Königshütte – Neuhof – TIR 22 in Zirkenreuth                                                                    |
| TIR 4   | TIR 25 in Wernersreuth – TIR 6 – Rosall – Wondreb – St 2174 – Pilmersreuth am Wald – Großkonreuth – St 2167 – Lauterbach – St 2172 in Griesbach            |
| TIR 5   | – Liebenstein – TIR 7 – Erkersreuth – Dürnkonreuth – Iglersreuth – TIR 1 – St 2172 in Hohenthan                                                            |
| TIR 6   | TIR 25 – Kornmühle – TIR 4 |
| TIR 7   | TIR 2 – TIR 5 in Liebenstein |
| TIR 8   | St 2181 in Trevesen – Godas – in Waldeck |
| TIR 9   | St 2181 in Neusorg – TIR 16 – St 2177 |
| TIR 10  | (WUN 10 im Landkreis Wunsiedel im Fichtelgebirge) – Landkreisgrenze – Grünlas – Ebnath – TIR 23 – St 2181                                                  |
| TIR 11  | St 2665 – Hermannsreuth – St 2181 in Ebnath |
| TIR 12  | – Schönficht – Beidl – Schönkirch – TIR 2 – St 2172 |
| TIR 13  | St 2177 – Pilgramsreuth – Harlachhammer – Hohenhard – Hard – St 2121 in Poppenreuth                                                                        |
| TIR 14  | St 2176 – Landkreisgrenze – (WUN 11 im Landkreis Wunsiedel im Fichtelgebirge) – Landkreisgrenze – TIR 15 – Ochsentränk – St 2169 in Pechbrunn              |
| TIR 15  | St 2178 in Münchenreuth – Groppenheim – St 2175 – Neudorf – TIR 3 – St 2176 – TIR 14                                                                       |
| TIR 16  | Kössain – Buchlohhäuser – TIR 17 – Schurbach – Schwarzenreuth – TIR 23 – TIR 9 in Neusorg                                                                  |
| TIR 17  | TIR 16 in Schurbach – Rodenzenreuth – Waldershof – St 2177 – Walbenreuth – Poppenreuth – St 2171 – St 2170                                                 |
| TIR 18  | St 2170 in Fuchsmühl – Güttern – St 2169 |
| TIR 19  | (WUN 14 im Landkreis Wunsiedel im Fichtelgebirge) – Landkreisgrenze – St 2176                                                                              |
| TIR 20  | St 2178 in Schottenhof – Hundsbach – Schloppach – Mammersreuth – Hatzenreuth – St 2175                                                                     |
| TIR 21  | St 2665 – Wernersreuth – Riglasreuth – St 2177 |
| TIR 22  | St 2175 in Waldsassen – TIR 25 – Pfaffenreuth – Zirkenreuth – TIR 3 – TIR 40 – Leonberg – Mitterteich                                                      |
| TIR 23  | TIR 10 in Ebnath – TIR 16 in Schwarzenreuth |
| TIR 24  | St 2169 – Kleinsterz – Großensterz – |
| TIR 25  | TIR 22 – TIR 6 – Wernersreuth – TIR 4 – Schachten – Habertsmühle – Rennermühle – St 2175 in Bad Neualbenreuth                                              |
| TIR 26  | TIR 1 in Ellenfeld – St 2172 – Hermannsreuth – Staatsgrenze                                                                                                |
| TIR 27  | St 2177 in Immenreuth – St 2665 in Kulmain |
| TIR 28  | St 2177 in Zinst – Altensteinreuth – Neusteinreuth – Schönreuth – Köglitz – Atzmannsberg –                                                                 |
| TIR 30  | St 2168 – Reisach – Kaibitz – St 2665 in Löschwitz |
| TIR 31  | St 2665 in Troglau – Landkreisgrenze – (NEW 8 im Landkreis Neustadt an der Waldnaab)                                                                       |
| TIR 32  | – Zwergau – Beringersreuth – Rosenbühl – St 2181 |
| TIR 33  | St 2181 – Wetzldorf – Thann – St 2121 |
| TIR 34  | St 2121 – TIR 36 in Reuth bei Erbendorf |
| TIR 35  | – Wildenreuth – Gössenreuth – Landkreisgrenze – (NEW 13 im Landkreis Neustadt an der Waldnaab)                                                             |
| TIR 36  | – Reuth bei Erbendorf – Klausen – Premenreuth – – Landkreisgrenze – (NEW 18 im Landkreis Neustadt an der Waldnaab)                                         |
| TIR 37  | (BT 18 im Landkreis Bayreuth) – Landkreisgrenze – Tiefenlohe – St 2177                                                                                     |
| TIR 38  | St 2170 – Gumpen – St 2167 |
| TIR 39  | St 2169 – Leugas – St 2170 in Schönhaid |
| TIR 40  | – Hofteich – TIR 22 – Leonberg – Dobrigau – |

## Weblink
OpenStreetMap: Landkreis Tirschenreuth – Landkreis Tirschenreuth im OpenStreetMap-Wiki